# Кузнецов, Владимир Михайлович (велогонщик)
Влади́мир Миха́йлович Кузнецо́в (13 мая 1945, Москва) — советский шоссейный и трековый велогонщик, выступал за сборную СССР в 1960-х — 1970-х годах. Чемпион мира в командной гонке преследования, чемпион всесоюзных и всероссийских первенств, участник двух летних Олимпийских игр. На соревнованиях представлял спортивное общество «Динамо», заслуженный мастер спорта СССР (1969). Также известен как тренер по велоспорту.

## Биография
Владимир Кузнецов родился 13 мая 1945 года в Москве. Активно заниматься велоспортом начал в раннем детстве, проходил подготовку в столичном добровольном спортивном обществе «Динамо».
Первого серьёзного успеха на треке добился в 1968 году, когда стал чемпионом СССР в командной гонке преследования и выиграл серебряную медаль в индивидуальной. Благодаря череде удачных выступлений удостоился права защищать честь страны на летних Олимпийских играх в Мехико — вместе с командой, куда также вошли Станислав Москвин, Дзинтар Лацис, Михаил Колюшев и Виктор Быков, сумел дойти до стадии полуфиналов, где потерпел поражение от сборной Дании. В гонке за третье место соревновался со спортсменами из Италии, но тоже проиграл.
Год спустя в командном преследовании с Москвиным, Быковым и Сергеем Кусковым завоевал золотую медаль на чемпионате мира в Антверпене. Ещё через год на аналогичных соревнованиях в английском Лестере в той же дисциплине взял бронзу, при этом его партнёрами были Москвин, Быков и Владимир Семенец. На всесоюзном первенстве 1971 года занял в командной гонке преследования четвёртое место, тогда как в следующем сезоне — второе. Будучи одним из лидеров советской национальной сборной, прошёл квалификацию на Олимпийские игры 1972 года в Мюнхен, с командой, куда помимо Быкова вошли Анатолий Степаненко и Александр Юдин, добрался только до четвертьфинальных заездов, потерпев поражение от команды Польши.
В последующие годы переключился на шоссейный велоспорт, так, в 1978 году выиграл серебряную медаль на шоссейном чемпионате мира в немецком Нюрбурге — финишировал вторым в командной гонке с раздельным стартом вместе с Ааво Пиккуусом, Владимиром Каминским и Алгимантусом Гушавичусом. В 1979 и 1980 годах участвовал в престижной многодневной гонке «Тур Нидерландов», становился победителем и призёром различных этапов этих соревнований. За выдающиеся спортивные достижения удостоен почётного звания «Заслуженный мастер спорта СССР».
Имеет высшее образование, окончил Государственный центральный ордена Ленина институт физической культуры (ныне Российский государственный университет физической культуры, спорта, молодёжи и туризма). После завершения спортивной карьеры работал тренером по велосипедному спорту, в том числе был тренером сборной команды СССР по треку на Олимпийских играх 1976 года в Монреале. Признан «Заслуженным тренером СССР». По сей[какой?] день регулярно участвует в ветеранских соревнованиях по велоспорту.